# Nannewijd
Het Nannewijd (Fries en officieel: Nannewiid) is een meer in de gemeente De Friese Meren in de Nederlandse provincie Friesland. Het ligt ten westen van de plaats Heerenveen en ten zuiden van het dorp Oudehaske. Het noordelijke deel van het meer wordt het Haskerwijd (Hasker Wiid) genoemd.

## Ontstaan en geschiedenis
Het Nannewijd is ontstaan door vervening. In de 18e eeuw vestigden Gietersen zich in de buurt. Door het Nannewijd loopt de Veenscheiding (Feanskieding), een vaart die vroeger voor het vervoer van turf werd gebruikt. Deze vaart loopt aan de oostkant door naar Heerenveen. In het Nannewijd vond het eerste experiment met Actief Biologisch Beheer (ABB) in Friesland plaats. Dit was onderdeel van Integraal Waterbeheerproject het Nannewiid, dat in 1994 begon:
- Het meer werd hydrologisch geïsoleerd om de toevoer van nutriënten te verlagen, en het waterpeil te scheiden van omliggende agrarische gebieden. Water werd uit de Tjonger via een helofytenfilter het gebied ingelaten.
- Het ABB omvatte het wegvangen van 80% van de aanwezige brasem. Verder werden er kranswieren geënt om habitat voor soorten als de snoek te verbeteren.
- De bovenste laag slib werd gebaggerd, waarna ijzer(III)chloride is toegevoegd met als doel fosfaat te fixeren in de bodem.

Omdat de Veenscheiding vervuild en voedselrijk water aanvoerde is deze nu afgescheiden van het Nannewijd. Water uit de Tjonger wordt nu via een helofytenfilter het gebied ingelaten. Het meer werd gebaggerd en een teveel aan brasem werd weggevangen. Deze ingrijpende en kostbare herstelmaatregelen hebben de waterkwaliteit wel verbeterd, maar toch niet helemaal zoals was verwacht. Concentraties fosfaat, stikstof, en chlorofyl-a zijn significant verlaagd, en de zichtdiepte is toegenomen. De brasemstand is tussen 1995 en 2002 vervijfvoudigd, en de hoeveelheid vegetatie is gering gebleven.
Tussen 2015 en 2021 is er een wijziging van de inlaat geweest, waar water weer via de veenscheiding het Nannewijd binnenkwam. In deze periode is de hoeveelheid aardvederkruid toegenomen van <1% tot meer dan 60%.
In oktober 2023 zijn wederom baggerwerkzaamheden begonnen om slib te verwijderen.

## Recreatie

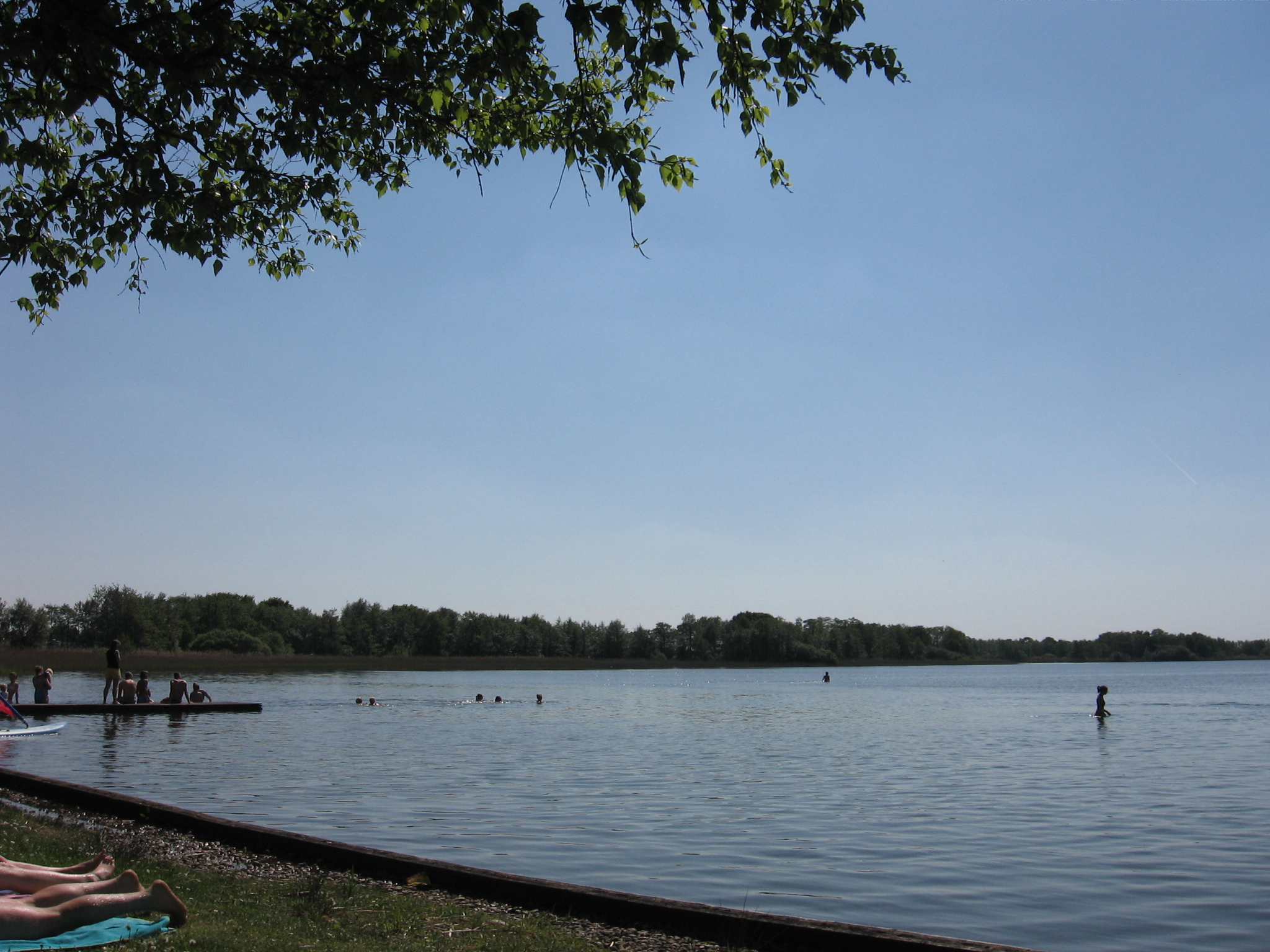
Nannewijd op een warme dag

Het Nannewijd is een druk bezochte gelegenheid voor watersport, zoals kanovaren en windsurfen. Nabij Oudehaske is een camping. Aan de westzijde ligt een terrein voor dagrecreatie, de Blompôle. In de winter, als er ijs ligt, is het meer één grote ijsbaan en wordt er druk geschaatst. Er kan al gauw geschaatst worden, gezien de geringe diepte van het meer (tot 1,5 meter).

## Ecologie
Het meer en oevers hebben een grote ecologische waarde. Het gebied wordt beheerd door Staatsbosbeheer. Het gebied is zeer gevarieerd door de afwisseling van open water, rietkragen, broekbos en rietvelden. Aan de westzijde van het meer liggen zeer waardevolle veenmosterreintjes waar onder meer Moerasviooltje, Heide- en Moeraskartelblad, Kleine valeriaan, Waterdrieblad, Veenpluis, Spaanse ruiter, Moerasvaren en Kamvaren groeien. In het gebied komen ook veel vogelsoorten voor. Broedvogels zijn o.a. de Bruine Kiekendief, Havik, Porseleinhoen, Wielewaal, Sprinkhaanzanger, Snor en Nachtegaal.

## Grootschalige ontwikkelingen
Hoewel de gemeente in haar toekomstvisie heeft staan dat uitbreiding niet ten koste mag gaan van de open ruimte zijn in 2008 de plannen bekendgemaakt voor een te ontwikkelen grootschalig recreatieterrein in het gebied.
Het landelijke en natuurlijke karakter van het gebied gaat verloren als de omvangrijke recreatieplannen ten zuiden van het Nannewiid doorgaan. Het campingplan van 10 hectare groot gaat uit van 60.000 overnachtingen per jaar. Het moet ruimte bieden aan 250 tot 400 chalets, luxe stacaravans, toercaravans, blokhutten en tenten, een woning, overdekt zwembad, kinderspeelhal, fitnesscentrum en theater. Het recreatieterrein zal eventueel worden omheind en afgeschermd door een twee meter hoge wal met begroeiing. Naar aanleiding van deze plannen is een stichting opgericht door buurtbewoners. Zij vinden dat de gepresenteerde toeristisch-recreatieve plannen zorgen voor een zodanige druk op het gebied, dat deze een ongewenste vorm aanneemt.